# Their Worldly Goods
Their Worldly Goods è un cortometraggio muto del 1914 diretto da Sydney Ayres. Prodotto dalla American Film Manufacturing Company su un soggetto di Paul L. Feltus, il film aveva come interpreti William Garwood, Vivian Rich, Jack Richardson, Harry von Meter.

## Trama
Giovane marito inesperto, Frank Mason non si rende conto dei bisogni della moglie che desidera qualche abito nuovo e una vita sociale meno modesta. Né si preoccupa dell'unico vecchio vestito con il quale la sua Betty deve presentarsi a una festa di amici, coi quali lei pare lamentarsi, sentendosi trascurata. La mattina seguente, è una Betty diversa, che si dirige decisa verso la cassaforte a prendere il denaro che le serve. Ma viene vista da un vagabondo che si introduce in casa facendola scappare e nascondersi con i soldi dietro una porta barricata. L'operatore telefonico che era riuscita a chiamare si rende conto che in quella casa sta succedendo qualcosa e avverte la polizia. Il vagabondo viene catturato, ma Betty è sempre nascosta con i soldi. Quando Frank ritorna, non trova né Betty, né il denaro. La giovane sposa riemerge e lui la loda, credendo che quel denaro sia stato risparmiato dalle spese di casa. Lei confessa, invece, di averlo preso dalla cassaforte. Lui, pentito per il proprio comportamento così privo di premure, divide con lei i beni di casa, iniziando finalmente una vita in comune, piena d'amore.

## Produzione
Il film fu prodotto dall'American Film Manufacturing Company.

## Distribuzione
Distribuito dalla Mutual, il film - un cortometraggio in due bobine - uscì nelle sale cinematografiche degli Stati Uniti il 19 agosto 1914.